# Расфельд
Расфельд (нім. Raesfeld, [ˈraːsˌfɛlt]) — громада в Німеччині, знаходиться в землі Північний Рейн-Вестфалія. Підпорядковується адміністративному округу Мюнстер. Входить до складу району Боркен.
Площа — 57,81 км2. Населення становить 11 515 ос. (станом на 31 грудня 2020).

## Галерея

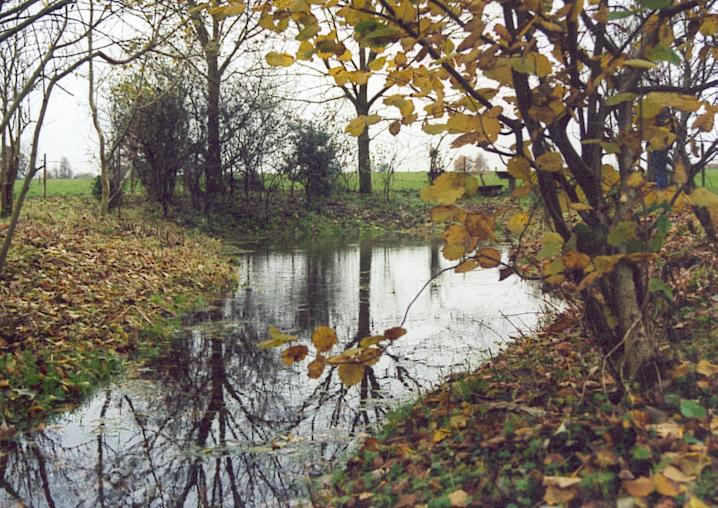
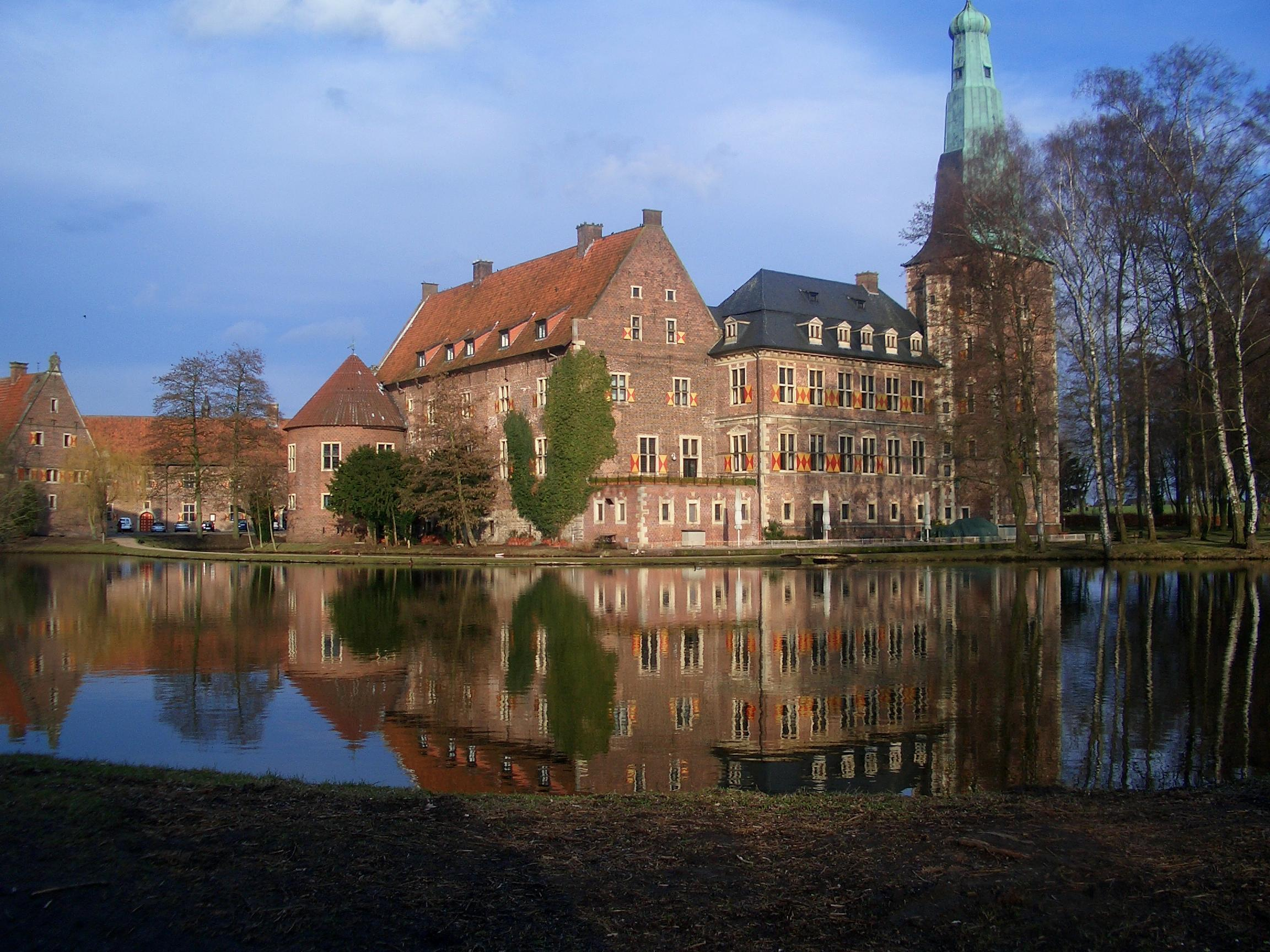
Замок Расфельд
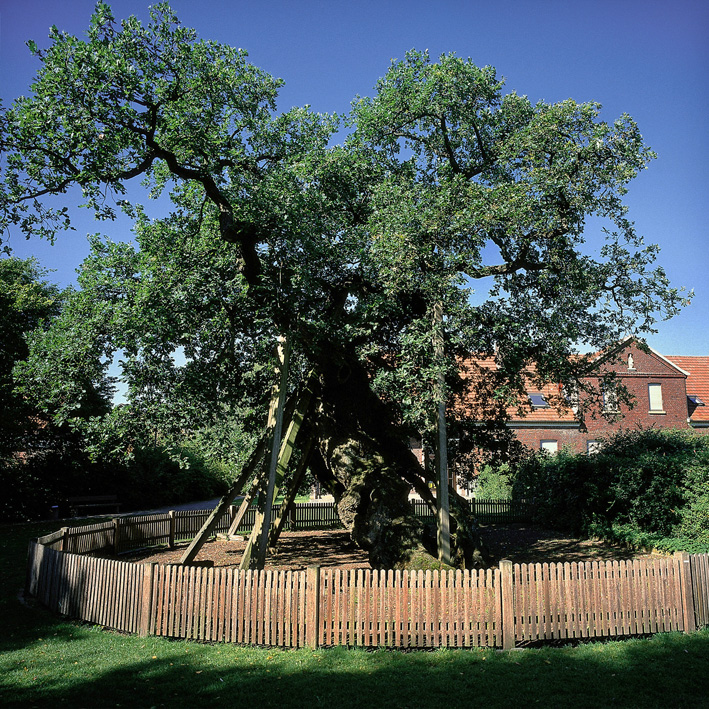
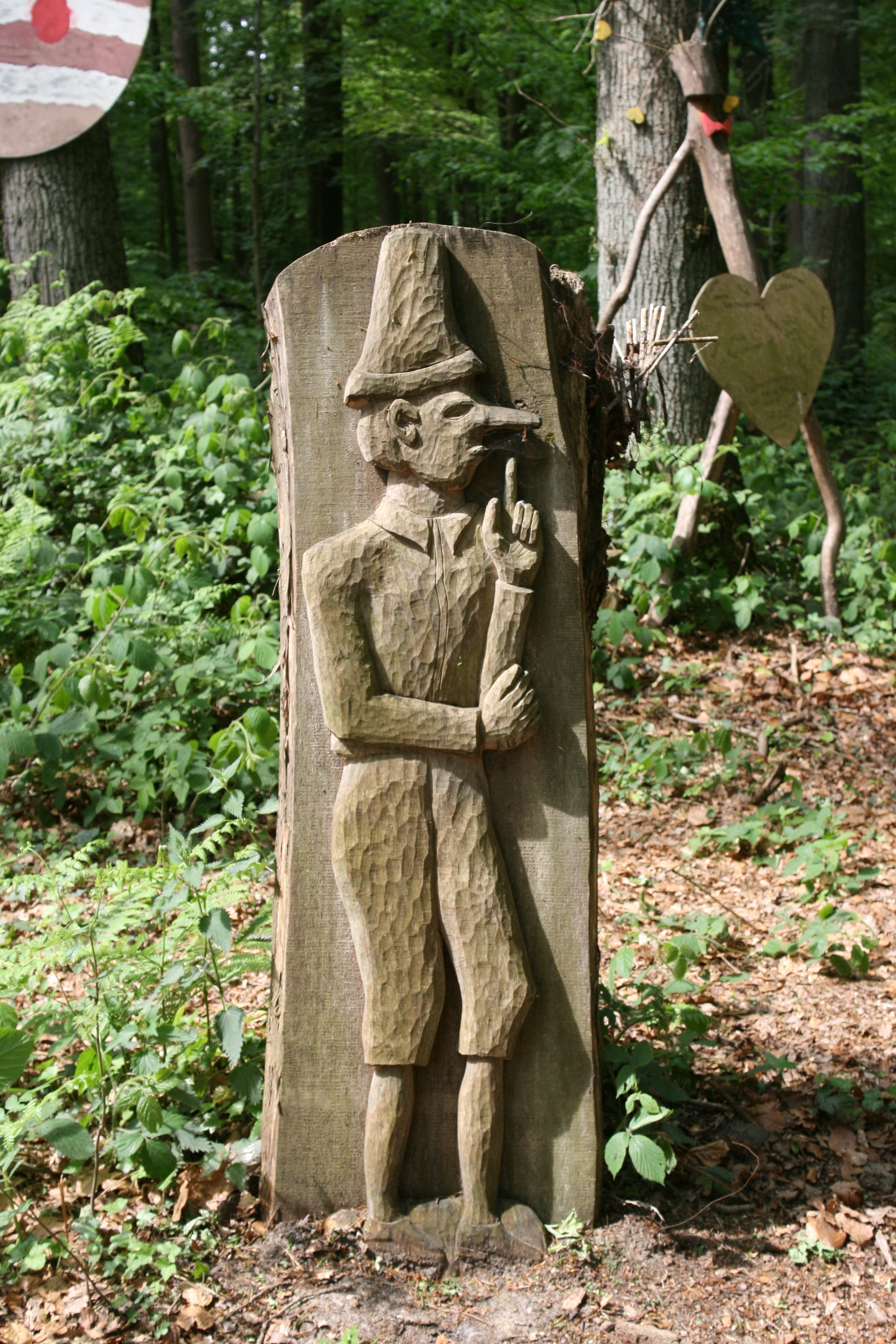
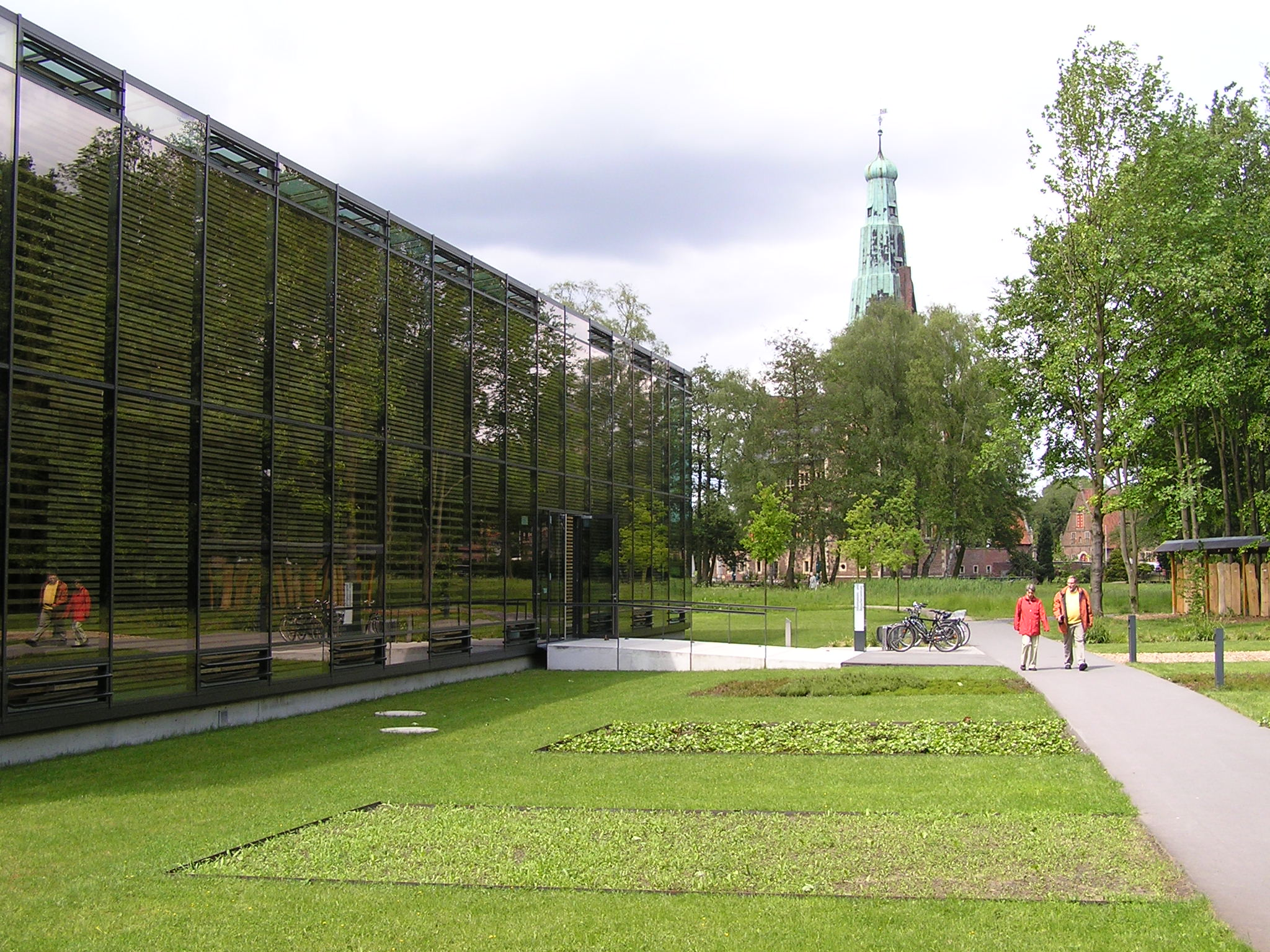
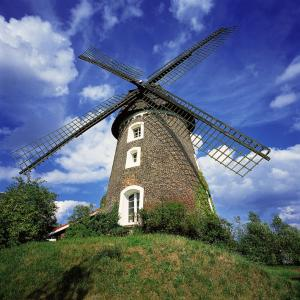